# Lars Hitchinson Hansen
Lars Hitchinson Hansen (* in den 1960er-Jahren) ist ein mehrfach rechtskräftig verurteilter dänischer Straftäter.

## Leben
Lars Hitchinson Hansen saß ab seiner Jugend zahlreiche Haftstrafen im Gefängnis ab, unter anderem wegen Raubüberfällen, Diebstahl oder Kreditbetrugs. Allein wegen seiner langjährigen Drogenkriminalität und Hehlerei wurde er Ende der 1980er-Jahre zu einer Haftstrafe in Höhe von achteinhalb Jahren verurteilt. In den dänischen Medien wurde er oftmals als „Verbrecherkönig von Dänemark“ oder als „Der weiße Lars“ („Hvide Lars“) betitelt und genannt.
Er war mehrmalig im Staatsgefängnis Vridsløselille, einem Hochsicherheitsgefängnis, inhaftiert. Dort gelang ihm am 27. August 1995 der von ihm selbst lang geplante spektakulärste Gefängnisausbruch in Dänemark. Ein von ihm beauftragter Komplize fuhr mit einem Radlader in eine Ringmauer des Gefängnisses, wodurch ein rund 13 Meter breites Loch entstand. Insgesamt 13 Gefangenen, darunter auch Brian Bo Larsen, gelang dadurch die Flucht.
Im August 1999 wurde er wegen weiterer Straftaten erneut verhaftet und verurteilt. Über seinen weiteren Lebensweg und Verbleib sind bislang keinerlei Informationen veröffentlicht worden.